# جيمس أوكونور
جيمس أوكونور (بالإنجليزية: James O'Connor) (20 نوفمبر 1984 ببرمنغهام في المملكة المتحدة - ) هو لاعب كرة قدم بريطاني في مركز الدفاع. لعب مع أستون فيلا وبورت فايل وديربي كاونتي ونادي بريستول سيتي ونادي بورنموث ونادي دونكاستر روفرز ونادي والسول.

## وصلات خارجية
- جيمس أوكونور على موقع قاعدة بيانات كرة القدم.إي يو (الإنجليزية)
- جيمس أوكونور على موقع Soccerbase.com (لاعب) (الإنجليزية)
- جيمس أوكونور على موقع Soccerway.com (الإنجليزية)
- جيمس أوكونور على موقع عالم كرة القدم.نت (الإنجليزية)